# 國際女性藝術博物館
國立女性藝術博物館（英語：National Museum of Women in the Arts）是一所位於美國華盛頓特區的博物館，簡稱WMWA。是世界上第一個專門致力於「透過藝術支持女性」的，博物館專門展出女性藝術家的作品。包括知名的芙烈達·卡蘿、喬治亞·歐姬芙、艾爾瑪·托馬斯、艾米·謝拉德、伊莉莎白·維傑·勒布倫和玛丽·卡萨特作品。
博物館建築過去曾是共濟堂教會的用地，目前已列入美國國家史蹟名錄。

## 历史
此博物館於1981年成立，目前有7322平方公尺的館藏面積，過去曾是共濟堂教會的用地，在1987年正式對大眾開放。